# Гавеля Геннадій Петрович
Генна́дій Петро́вич Гавеля — солдат Збройних сил України.

## Життєпис
Закінчив Криворізький національний технічний університет (2013).
У мирний час проживає в Петрівському районі, майстер районного управління електричних мереж.
З 2015 член громадської організації «Захисник Петрівщини».

## Нагороди
За особисту мужність і героїзм, виявлені у захисті державного суверенітету та територіальної цілісності України, вірність військовій присязі під час російсько-української війни, відзначений — нагороджений
- 27 червня 2015 року — орденом «За мужність» III ступеня.